# Francisco Calheiros da Graça
Francisco Calheiros da Graça (Maceió, 3 de junho de 1849 — Rio de Janeiro, 21 de janeiro de 1906) foi um militar da marinha brasileira, tendo chegado ao posto máximo de almirante.

## Biografia
Quarto filho de Guilherme José da Graça, Francisco Calheiros da Graça nasceu em 3 de junho de 1849.
Aos 15 anos de idade, transferiu-se para o Rio de Janeiro, onde se inscreveu como praça aspirante da Marinha, em 29 de fevereiro de 1864.
Em 1866 ascendeu a Guarda-marinha e participou da Guerra do Paraguai no Vapor Princesa.
Em 1870 foi licenciado para tratamento de saúde, depois de lutar contra o Paraguai, e recebeu Voto de Louvor e Gratidão aprovado pela Câmara dos Deputados.
Recebeu, depois, os títulos de:
- Cavalheiro Imperial Ordem da Rosa e Cavalheiro da Ordem de Cristo;
- Medalha Geral da Campanha do Paraguai.[2]

Em 1879 foi promovido a capitão-tenente.
Realizou diversos levantamentos hidrográficos:
- em Santa Catarina em 1882;
- na enseada de Jurujuba em 1884;
- na baía de Guanabara em 1888;
- no Pará em 1889-90;
- na baía de Sepetiba em 1891;
- em Sergipe em 1894;
- em Pernambuco em 1894;
- na baía de Jacuecanga em 1895.

Desses levantamentos, Calheiro da Graça publicou vários mapas, como os:
- Planta da Barra de S. Christóvão foz do Rio Vaza Barris[4]
- Planta do Porto de Tamandaré[5]
- Planta Hydrographica da Barra e Porto de Aracajú[6]
- Planta Hydrographica do Porto de Itacurussa[7]

Também foi incumbido a realizar outros levantamentos, na Comissão de Longitudes do senado. Segundo o Barão de Teffé, eram trabalhos para 
""resolver a questão ainda problematica da verdadeira posição geographica dos pontos principaes do nosso littoral."

## Publicações
Além das publicações cartográficas, Calheiros da Graça publicou:
- Memoria sobre á determinaçao das linhas magneticas do Brazil
- A bahia de Jacuacanga
- O Porto de Tamandaré, pelo Capitão de Mar e Guerra
- Preferencia do porto da Laguna sobre a enseada de Imbitua
- Primeiros trabalhos da Commissao de longitudes
- Estudios sobre a Barra da Laguna...

## Naufrágios
Calheiros da Graça foi vítima de 3 naufrágios:
- em 1881, em uma comissão científica que buscava determinar as linhas magnéticas da costa brasileira, quando naufragou o navio que conduzia a equipe que explorava a foz do Rio Preguiças no litoral maranhense;
- em 1887, a bordo do Imperial Marinheiro, que navegava pela barra do Rio Doce na costa do Espírito Santo;
- em 1906, após explosão do encouraçado Aquidabã, quando faleceu.

## Morte em acidente
Em 21 de dezembro de 1906, estava a bordo do encouraçado Aquidabã, quando houve um incêndio seguido de explosões. Mesmo aconselhado a jogar-se na água, Calheiros da Graça permaneceu em seu posto, salvando outras pessoas. Ao fim, afundou com o encouraçado, em um naufrágio que causou a morte de 112 pessoas.

## Homenagens póstumas
Seu nome serve de identificação em vários ramos da atividade:
- Navio Hidrográfico Calheiros da Graça - anteriormente denominado de Vapor Itajubá;[10]
- Rua Almirante Calheiros da Graça, no Rio de Janeiro;[11]
- Alameda Calheiros da Graça, em Duque de Caxias[12]
- Rua Calheiros da Graça, em Laguna, Santa Catarina;[13]